# Экзотическая кошка
Экзоти́ческая короткошёрстная кошка (экзо, экзот) — искусственно выведенная порода короткошёрстных кошек.

## Общее описание
Экзоты внешне схожи с кошками персидской породы. Экзот — коренастая, крепкая и, в то же время, компактная кошка с большой круглой головой, большими круглыми выразительными глазами, выраженными щечками, направленными вперёд небольшими ушами, коротким курносым носом с ярко выраженным стопом и, так сказать "детским" видом . Экзотов иногда называют «персидской кошкой для ленивых» из-за того, что они очень похожи на персов, но не требуют тщательного ухода за шерстью, поскольку, в отличие от перса, шерсть у экзота короткая, около двух сантиметров длиной, очень густая и плюшевая на ощупь. На сегодняшний день экзотическая короткошерстная кошка, благодаря своему оригинальному внешнему виду и спокойному характеру, является очень популярной в мировом масштабе породой.
Окрас у экзотов может быть самым разнообразным: от белого до сине-черного. Встречаются как однотонные расцветки, так и биколоры, часто можно встретить даже трехцветные окрасы: красный табби, мраморный, черепаховый и т. д.

## Характер
Эти кошки обладают исключительно нежным и спокойным характером. Они любопытны и игривы даже во взрослом возрасте, дружественны к другим кошкам и собакам. Экзоты редко мяукают, не любят оставаться в одиночестве, очень привязываются к хозяину и постоянно нуждаются в его присутствии. Их поведение скорее похоже на поведение собак, нежели кошек — они склонны проявлять больше любви и преданности, чем большинство других пород. Их спокойный и стабильный характер делает их идеальными кошками для людей, живущих в квартирах. Тем не менее экзоты сохранили некоторые энергичные искры от предков, и зачастую они способны ловить мышей.

## История породы
Становление экзотической короткошерстной породы происходило в США в 1960-е годы. В те годы перед заводчиками американских короткошерстных кошек (англ. American Shorthair) стояла задача улучшить и разнообразить цветовой окрас отечественной породы. И первая порода, с которой решили начать исследование процесса скрещивания, была порода персидских кошек серебристого окраса (англ. Silver Persians). Предполагалось, что персы привнесут в породу американских короткошерстных зелёный цвет глаз и необычные окрасы шерсти, разнообразив тем самым цветовую гамму окрасов «американцев». Более того, имея коренастый тип костяка, персидские кошки могли чуть «утяжелить» облегченный костяк американской короткошерстной породы.
Первые результаты были ошеломляющими и, в общем-то, провальными с точки зрения первоначальных целей селекции. Родившиеся в результате скрещивания котята вопреки всем ожиданиям оказались ничуть не похожи на американских короткошерстных кошек. Это были типично персидские котята — с короткими, толстыми лапами, миловидной «кукольной» мордочкой, дружелюбным характером. Отличие было в шерсти. Котята обладали ни с чем не сравнимой по густоте и красоте окраса, короткой, плюшевой шерстью. Схожести с американской короткошерстной кошкой не наблюдалось практически ни в чём. Но полученный необычный гибрид не мог не понравиться. Заводчиков умилял характер и внешний вид новых кошек. И в 1966 году известный в те времена американский селекционер Джейн Мартинк (Jane Martinke) вынесла на обсуждение ассоциации CFA (Cat Fanciers' Association — Всемирная Ассоциация любителей кошек) предложение о регистрации новой самостоятельной породы кошек под названием «Стерлинг» (от англ. sterling — «серебристый»). В процессе обсуждения название породы сменилось на «Экзотическая короткошерстная» (Exotic Shorthair) и под этим названием порода была зарегистрирована. Стандарт, разработанный для новой породы, во всем совпадал со стандартом для персидской породы кошек, включая стандарты окрасов. Отличие было лишь в характеристиках шерсти.
Дальнейшее развитие новой породы практически сразу столкнулось с серьёзной проблемой. Для улучшения породных качеств экзотов требовалось участие в селекции персидских кровей. Но большинство заводчиков персидских кошек тех времен восприняли возникновение новой «экзотической породы персов» как унизительное посягательство на классическую шикарную персидскую породу, вследствие чего, практически все селекционеры персов отказывались отдавать представителей своих линий в разведение. Но нашлись, конечно, и новаторы, кто не отвернулся от новой породы и решился участвовать в разведении. Можно сказать, что первопроходцами в разведении экзотов были владельцы питомников персов Дорис Валкингстик (Doris Walkingstick) из питомника Grayfire и Кэролайн Буссей (Carolyn Bussey) из питомника New Dawn. Они приняли важное участие в формировании стратегии развития породы.
Стратегия развития породы экзотов подразумевала, практически в первую очередь, закрепление гена короткошерстности. Для этих целей персидских кошек скрещивали не только с американскими короткошерстными, но также с бурмами (Burmese) и русскими голубыми (Russian Blue). Но подобные межпородные скрещивания старались сводить к минимуму и как только ген короткошёрстности был получен, селекционеры исключали из разведения «чужие» короткошерстные породы и продолжали скрещивание исключительно с персами, тем самым стараясь максимально приблизиться к типу персидской кошки, а не к типу пород — доноров гена короткой шерсти. Межпородные скрещивания привнесли в породу экзотов не только короткую шерсть, но и разнообразие окрасов.
В 1973 году в стандарт экзотов было внесено существенное изменение, которое ещё больше приблизило этот стандарт к стандарту персидской кошки. В стандарт была добавлена характеристика головы — «со стопом». С этих пор классическим экзотом считается не просто короткошерстный котенок, похожий на персидского, а «курносый» короткошерстный котенок персидского типа.
С 1975 года по начало 1980-х годов в стандарте породы экзотов допускалось скрещивание представителей породы лишь с персами и американскими короткошёрстными. Скрещивание с другими представителями пород — носителей гена короткошёрстности было запрещено. А с начала 80-х годов посчитали, что ген короткошёрстности уже устоялся и в стандарт внесли запрет на скрещивание даже с американскими короткошёрстными кошками. По сей день в развитии породы экзотической короткошёрстной кошки могут участвовать, помимо непосредственных представителей породы, лишь персидские кошки.
С начала 1990 годов было достигнуто также соглашение о том, что отныне стандарты экзотической и персидской пород будут
идентичны и любые изменения, сделанные в стандарте персидских кошек соответственно будут внесены и в стандарт экзотов.